# Хартьенштайн, Фридрих
Фридрих Хартьенштайн, также известный как Фриц Хартьенштайн (нем. Friedrich Hartjenstein; 3 июля 1905, Пайне, Германская империя — 20 октября 1954, Париж, Франция) — оберштурмбаннфюрер СС, комендант лагеря Биркенау и концлагеря Нацвейлер-Штрутгоф.

## Биография
Фридрих Хартьенштайн родился 3 июля 1905 года в семье сапожника. Окончил 10 классов школы. С 1921 года и в течение дальнейших четырёх лет был слугой в одном из сельскохозяйственных имений. В то же время изучал сельское хозяйство в Ганновере. В декабре 1926 года поступил на службу солдатом в рейхсвер в пехотный полк, а в 1938 году получил чин оберфельдфебеля и стал офицером запаса. Впоследствии стал инструктором в войсках СС специального назначения. В январе 1939 года присоединился к отрядам СС «Мёртвая голова» (№ 327350). Сначала присоединился к полку СС Мёртвая голова «Бранденбург» в Ораниенбурге, где дослужился до звания оберштурмфюрера СС, а потом был начальником охранной роты в сублагере Заксенхаузена Вевельсбурге. В начале января 1941 года был переведён в дивизию СС «Мёртвая голова». Принимал участие в боях на Западном и Восточном фронте. Хартьенштайн, попав в Демянский котёл, был ранен, вследствие чего в сентябре 1942 года был переведён в концлагерь Освенцим, где в звании штурмбаннфюрера СС занял должность командира охранного батальона. Комендант лагеря Артур Либехеншель назначил Хартьенштайна комендантом 2-го лагерного комплекса Биркенау. Занимал этот пост с 22 ноября 1943 года по май 1944 года. Однако Рудольф Хёсс обвинил Хартьенштайна в некомпетентности на посту коменданта, и он был заменён Йозефом Крамером. В 1944 году был повышен до оберштурмбаннфюрера СС. 9 мая 1944 года стал комендантом концлагеря Нацвейлер, которым он руководил до февраля 1945 года. Под руководством Хартьенштайна состоялись многочисленные казни. После окончания службы в лагерях он был переведён в учебный полк СС на полигоне Пультос и с 8 марта по 23 апреля 1945 года проходил обучение в танковых войсках в Бергене. 8 мая 1945 года в городе Пльзень попал в американский плен.
Между январём 1944 года и роспуском основного лагеря Нацвейлер число казней выросло примерно до 250. За пять из них после войны Хартьенштайн был привлечён союзниками к судебной ответственности. Британский военный трибунал, который проходил с 29 мая по 1 июня 1946 года в Вуппертале, приговорил его к пожизненному заключению за убийство четырёх британок. Для дальнейшего разбирательства Хартьенштайн был передан Франции. Французский военный трибунал в Раштатте в 1947 году приговорил его к смертной казни, как и военный трибунал в Меце 2 июля 1954 года. Хартьенштайн умер от сердечного приступа в парижской тюрьме до приведения приговора в исполнение.